# CAD&GIS
CAD&GIS – czasopismo branżowe dla ludzi związanych z rynkiem usług projektowania wspomaganego komputerowo (CAD) i systemami informacji przestrzennej (GIS). 
Czytelnikami są: geodeci, architekci, kartografowie, inżynierowie, projektanci, kierownicy budów, pracownicy administracji państwowej, pracownicy naukowi i studenci. 

## Historia
Tytuł "CAD & GIS" - zarejestrowany został w grudniu 2010 roku. Pierwszy numer ukazał się 11 kwietnia 2011 r.

## Treść
Na łamach czasopisma można znaleźć:
- najświeższe wiadomości z rynku CAD i GIS,
- przekrojowe analizy i diagnozy w obrębie konkretnego tematu,
- zestawienia, podsumowania, testy,
- aktualne informacje na temat technologii i oprogramowania,
- komentarze ekspertów, dostawców i użytkowników,
- opisy wydarzeń branżowych w Polsce i na świecie.